# Paulsdamm

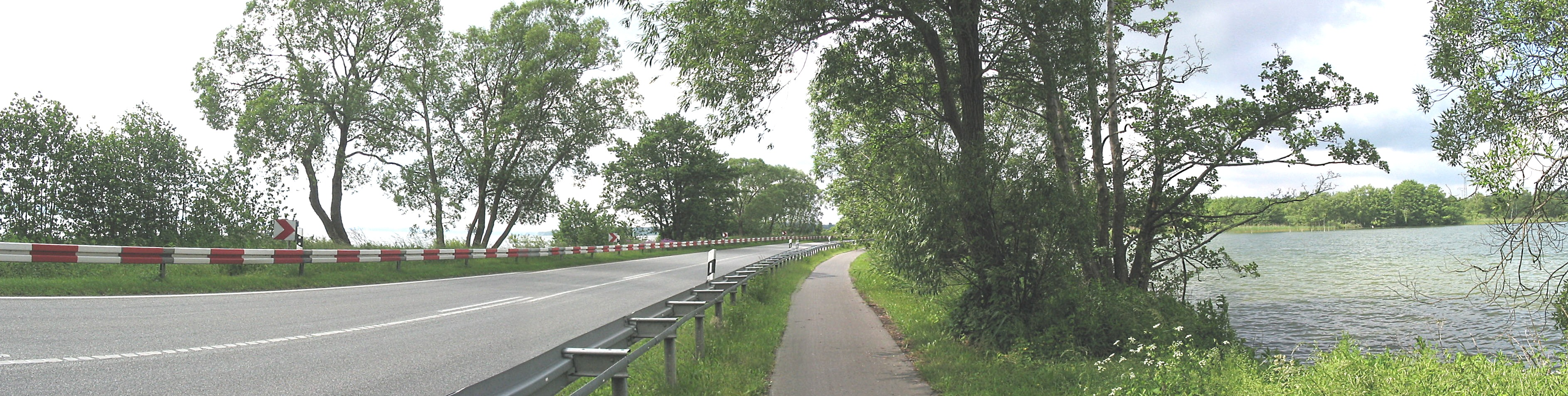
Paulsdamm mit Bundesstraße 104, zu beiden Seiten Seeufer

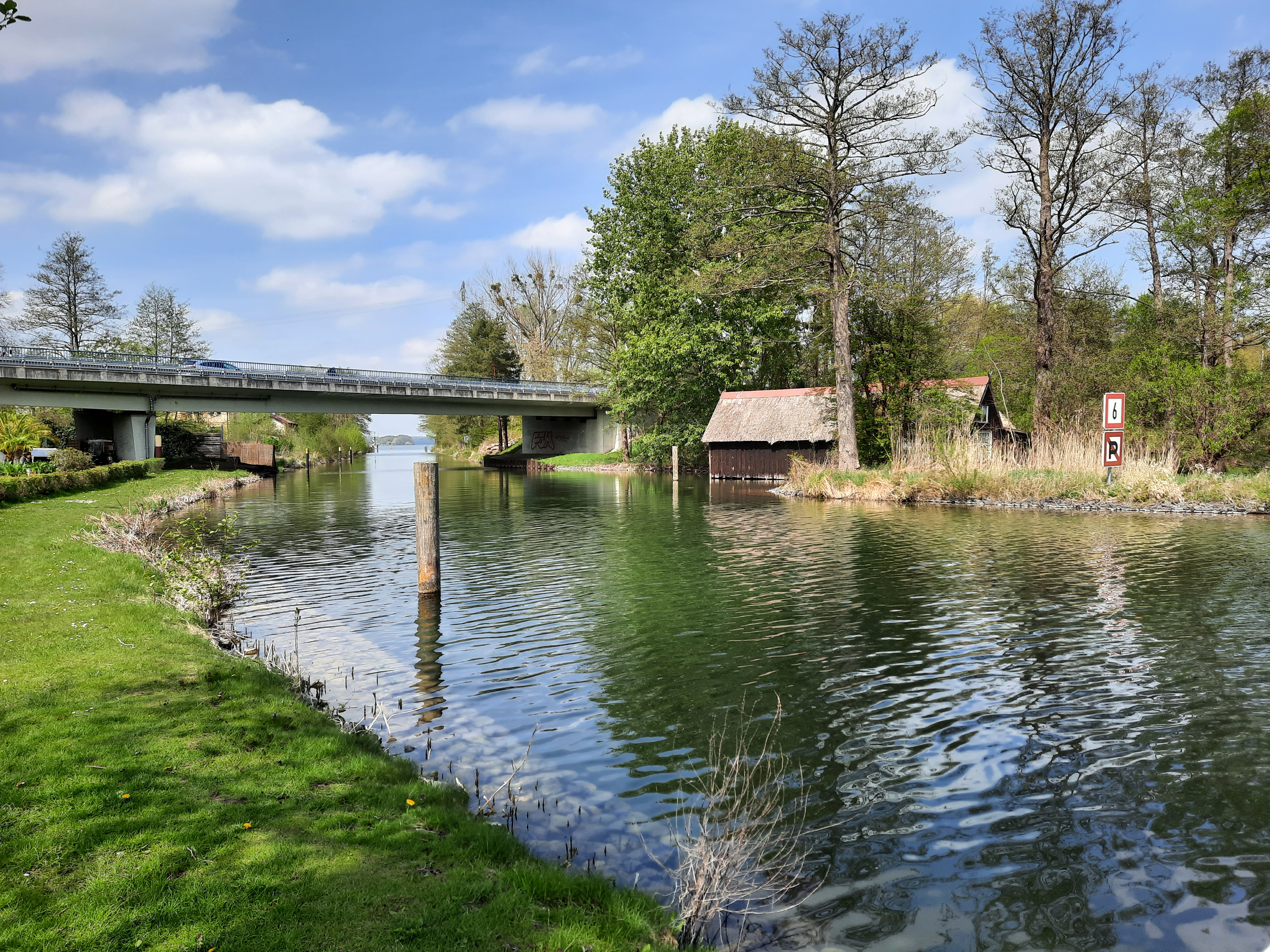
1970 errichtete Straßenbrücke

Der Paulsdamm ist ein teilweise künstlich geschaffener, etwa drei Kilometer langer Damm zwischen Schwerin und dem Ostufer des Schweriner Sees. Auf dem Damm verläuft die Bundesstraße 104. Namensgeber war Großherzog Paul Friedrich von Mecklenburg-Schwerin.

## Geschichte

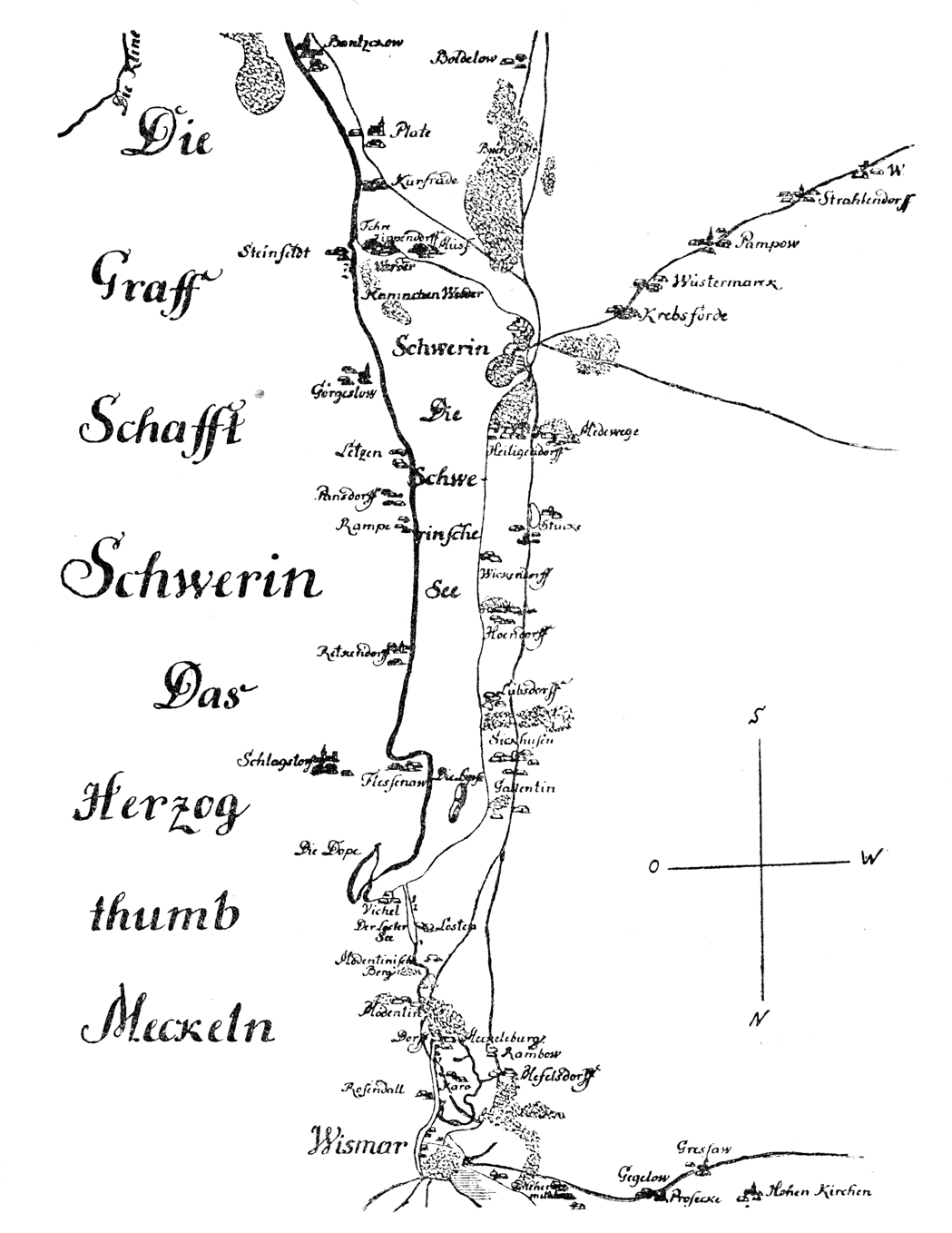
Schweriner See vor Errichtung des Paulsdamms. Norden ist unten auf der Karte

Mooriges und sumpfiges Gelände an der heutigen Stelle des Paulsdammes verhinderte das Befahren mit Fuhrwerken und das Erreichen des anderen Ufers des Schweriner Sees. Über Jahrhunderte führten die Handelsstraßen um den großen See herum. Um die Orte östlich des Sees leichter erreichbar zu machen, beschloss der seit 1837 wieder in Schwerin residierende mecklenburgische Großherzog, einen Seedamm anlegen zu lassen. Die Bauleitung übernahmen die Baumeister Wier und Alexander Friedrich Jatzow. Der Oberbau folgte, wie bei den anderen mecklenburgischen Chausseen, dem System von John Loudon McAdam, also drei Schichten mit jeweils unterschiedlich groß gebrochenen Steinen. Daneben wurde ein Sommerweg angelegt und die Bankette wurden teilweise erhöht. Um die benötigten Erdmassen zu transportieren, wurde ein Kanal vom Ziegelsee durch das Wickendorfer Moor gegraben. Die Erde musste von den Bauern der Umgebung herangekarrt werden. Fertiggestellt wurde der Damm im Jahr 1842.
Der Paulsdamm wurde im Juli 2014 mit einem Kostenaufwand von 700.000 Euro, die vom Bund getragen wurden, mit neuem Straßenbelag umfangreich saniert.

## Paulsdammgraben

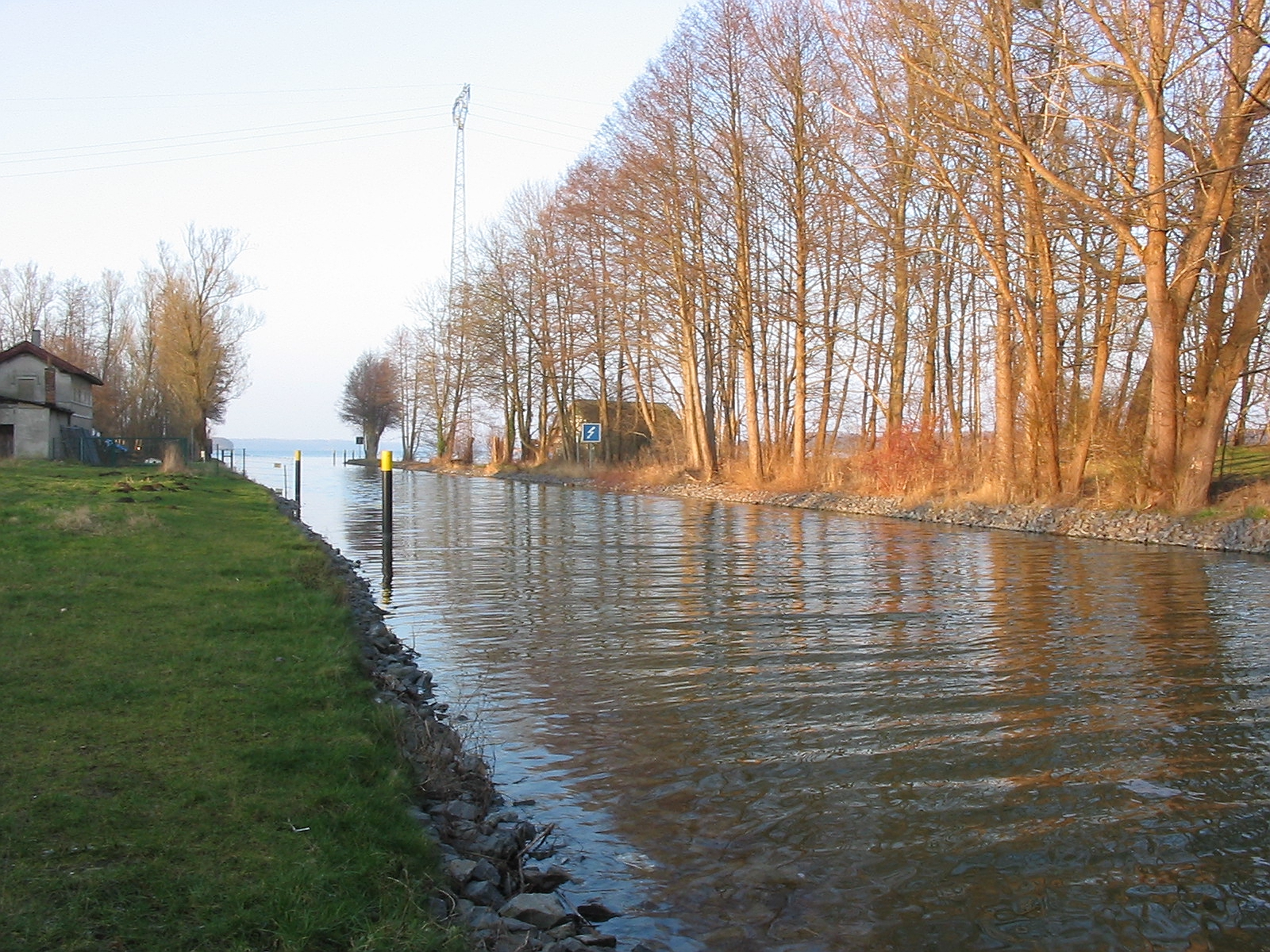
Paulsdammgraben in Richtung Schweriner Außensee

Der Paulsdammgraben ist entgegen einer weitläufigen Annahme kein Kanal, sondern eine natürliche Wasserverbindung zwischen dem Schweriner Außen- und Innensee, die beim Bau des Paulsdammes offen gelassen wurde, um eine Wasserverbindung zwischen den Seen zu erhalten. Die Wassertiefe beträgt zirka drei Meter. Über den Graben führt heute eine 1970 erbaute 86 Meter lange und etwa 4,30 Meter hohe Straßenbrücke, die eine ehemalige Drehbrücke ablöste, so dass unter anderem Fahrgastschiffe der Weißen Flotte den Graben passieren können.